# Championnat d'Italie de rugby à XV 1928-1929
Navigation
Serie A 1929-1930
Le Championnat d'Italie de rugby à XV 1928-1929 est le 1er championnat en Italie. Six équipes participent à cette première édition. Le match inaugural doit opposer le club d'Ambrosiana Milano au Michelin Torino le 12 février 1929 au Vélodrome Humbert-Ier à Turin, mais le mauvais temps entraîne le report. La finale se déroule entre l'Ambrosiana Milano et la SS Lazio et un match d'appui eut lieu à Bologne le 15 juin 1929.

## Équipes participantes
Les six équipes sont réparties en deux groupes, de la façon suivante :
| Groupe A - Ambrosiana Milano - XV Leonessa Brescia - Michelin Torino | Groupe B - SS Lazio - Rugby Bologne - Leoni San Marco |

Équipes de la saison 1928-1929
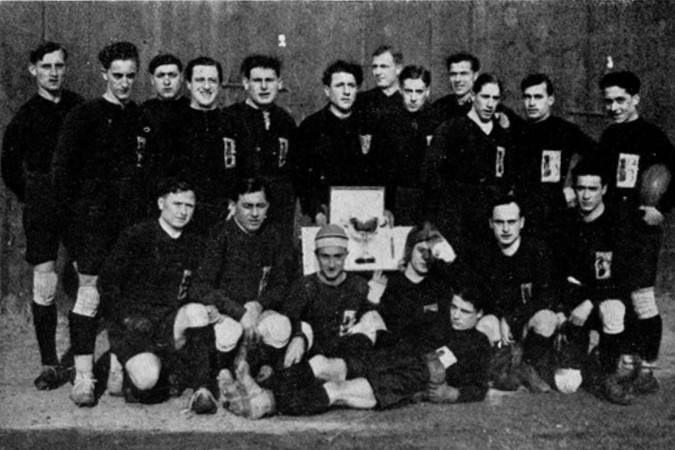
L'équipe de Leonessa Brescia.
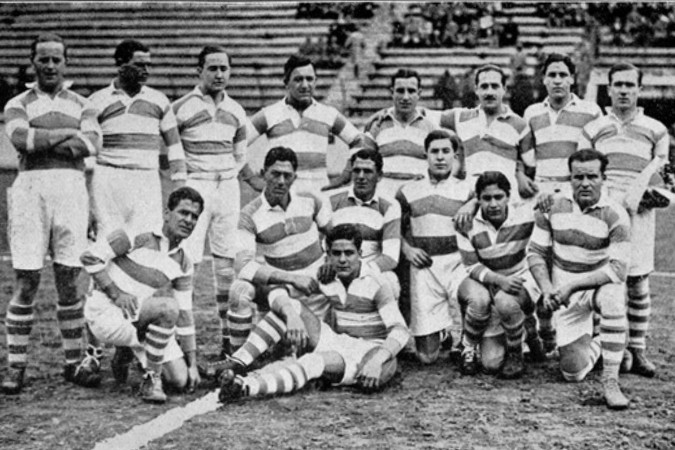
L'équipe de la Lazio.
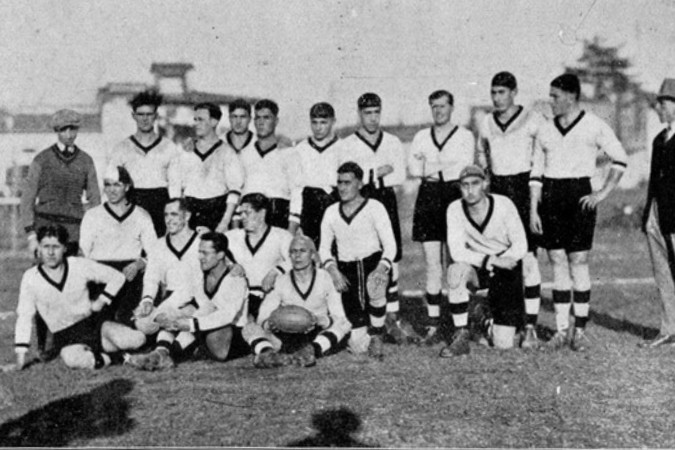
L'équipe de Bologne.
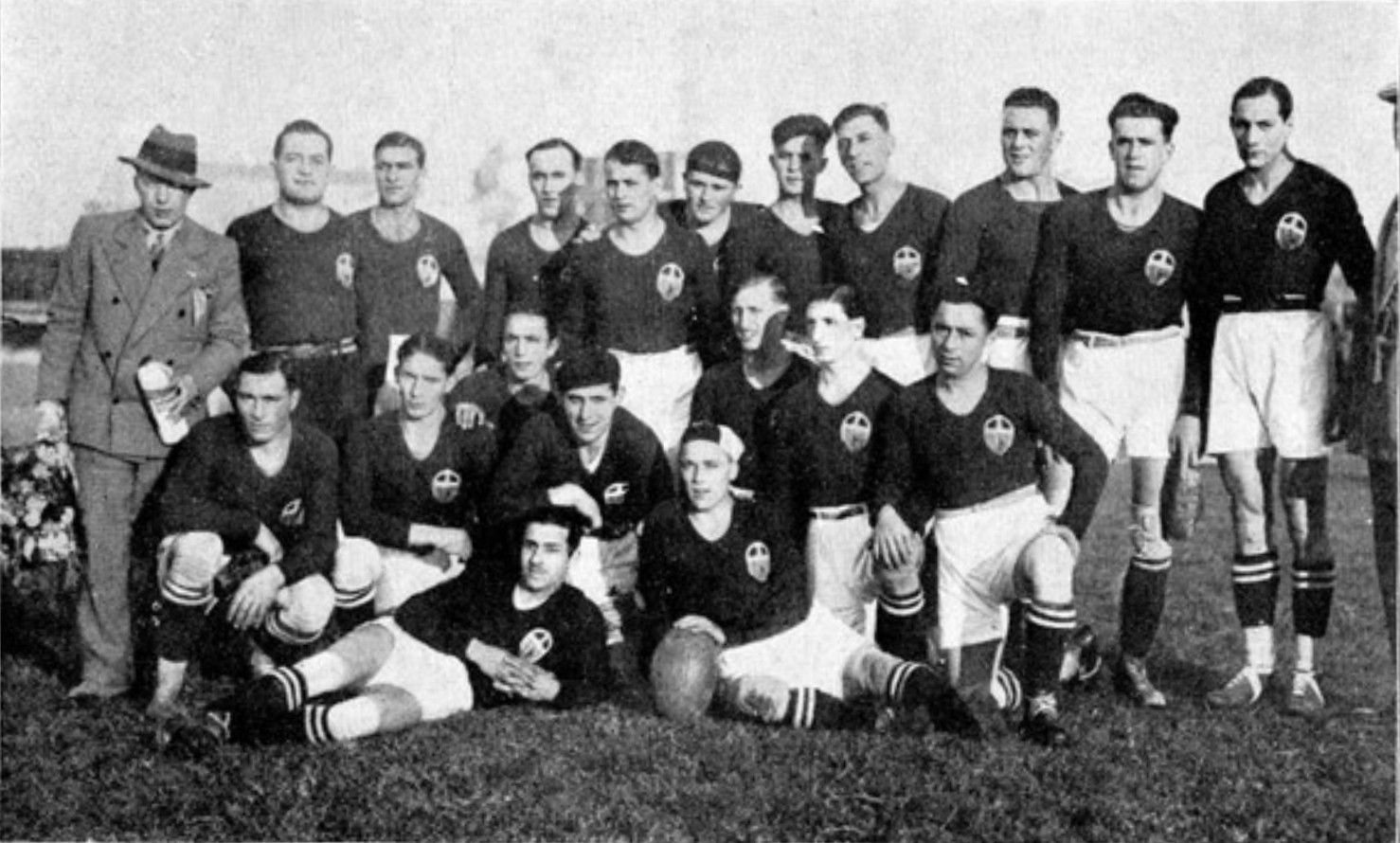
L'équipe des Leoni San Marco.

## Résultats

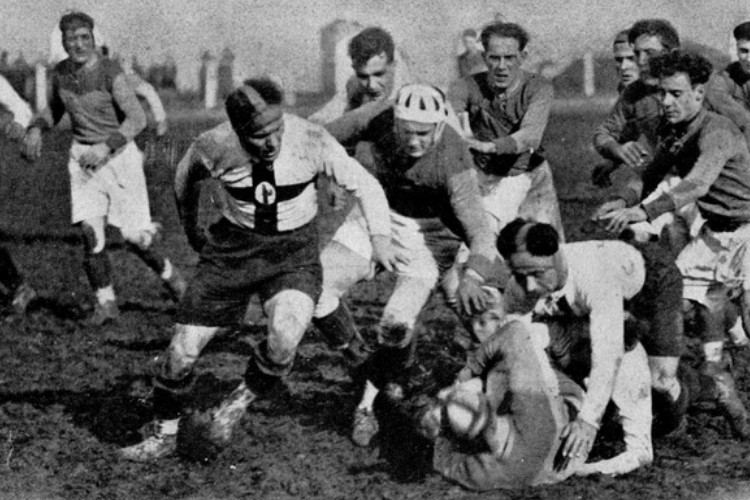
L'Ambrosiana de Milan affrontant Michelin de Turin.

### Phase de groupe

#### Groupe A
| Rang | Club                | J | V | N | D | Pm | Pe | Diff | Pts |
| ---- | ------------------- | - | - | - | - | -- | -- | ---- | --- |
| 1    | Ambrosiana          | 4 | 4 | 0 | 0 | 66 | 0  | +66  | 8   |
| 2    | XV Leonessa Brescia | 4 | 1 | 1 | 2 | 3  | 23 | -20  | 2   |
| 3    | Michelin Torino     | 4 | 0 | 1 | 3 | 0  | 46 | -46  | 1   |

|  | Qualifié (no 1) |

Attribution des points :  victoire : 2, match nul : 1, défaite : 0.

#### Groupe B
| Rang | Club            | J | V | N | D | Pm | Pe | Diff | Pts |
| ---- | --------------- | - | - | - | - | -- | -- | ---- | --- |
| 1    | SS Lazio        | 4 | 4 | 0 | 0 | 41 | 9  | +32  | 8   |
| 2    | Rugby Bologne   | 4 | 1 | 1 | 2 | 12 | 21 | -9   | 2   |
| 3    | Leoni San Marco | 4 | 0 | 1 | 3 | 12 | 35 | -23  | 1   |

|  | Qualifié (no 1) |

Attribution des points :  victoire : 2, match nul : 1, défaite : 0.

### Finale aller-retour et match d'appui
| 7 avril 1929 | SS Lazio                                         | 5 – 0 (0 - 0) | Ambrosiana Milano | Stadio Nazionale del PNF, Rome |
| 7 avril 1929 | Essai(s) : Vinci II 1 Transformation(s) : Bigi 1 |               |                   | Stadio Nazionale del PNF, Rome |
| 7 avril 1929 |                                                  |               |                   | Stadio Nazionale del PNF, Rome |

| 14 avril 1929 | Ambrosiana Milano                                              | 10 – 3 (0 - 3) | SS Lazio              | Milan |
| 14 avril 1929 | Essai(s) : Vismara 1, Baumann 1 Transformation(s) : Maffioli 2 |                | Essai(s) : Vinci IV 1 | Milan |
| 14 avril 1929 |                                                                |                |                       | Milan |

| 15 juin 1929 | Ambrosiana Milano       | 3 – 0 (3 - 0) | SS Lazio | Bologne |
| 15 juin 1929 | Essai(s) : Caccianiga 1 |               |          | Bologne |
| 15 juin 1929 |                         |               |          | Bologne |

## Vainqueur
| - Agosti - Allevi - V. Barzaghi - Baumann - Battonelli - Bricchi | - Caccianiga - Campagna - Centinari II - Cesani - Cordet - Di Bello | - Esposti - Ireland - Maffioli - Morimondi - Paselli - Regazzoni I | - Regazzoni II - Sessa - Tagliabue - Vismara. |